# Genesis (Talisman-album)
Genesis är det andra albumet av hårdrockgruppen Talisman från 1992. Den gavs sedan ut i en nyutgåva "Deluxe Edition" från 2012 med ny booklet och bonusmaterial.

## Låtlista
1. "Time After Time" - 3:35
2. "Comin' Home" - 3:38
3. "Mysterious (This Time Its Serious)" - 3:22
4. "If U Would Only Be My Friend " - 4:46
5. "All or Nothing" - 3:47
6. "All I Want" - 5:32
7. "U Done me Wrong" - 2:37
8. "I'll Set Your House on Fire" - 3:28
9. "Give Me a Sign" - 4:53
10. "Lovechild" - 3:46
11. "Long Way 2 Go" - 5:11
12. "Run with the Pack (Bonus på japanska utgåvan)" - 4:31[1]

## Medlemmar
- Marcel Jacob - bas
- Jeff Scott Soto - sång
- Fredrik Åkesson - gitarr
- Jamie Borger - trummor (Bonusmaterialet.

### Studiomusiker
- Julie Greaux - keyboard